# Комнен Жугић
Комнен Жугић (Новаковићи, код Жабљака, 11. фебруар 1922 — Београд, 11. јун 1946), учесник Народноослободилачке борбе и народни херој Југославије.

## Биографија
Рођен је 11. фебруара 1922. године у селу Новаковићима, код Жабљака. Основну школу је завршио у родном месту, а после тога се бавио земљорадничким пословима. После одређеног времена уписао је Нижу пољопривредну школу у Бару, где га је као ученика четвртог разреда, затекао почетак рата.
Као ученик трећег разреда пољопривреде школе, 1940. године, прикључио се револуционарном омладинском покрету, а идуће године је постао члан Савеза комунистичке омладине Југославије (СКОЈ). После окупације Краљевине Југославије, 1941. године, вратио се у родни крај где је активно учествовао у организовању устанка.
Учесник Народноослободилачке борбе је од 1941. године.
Учесник је Тринаестојулског устанка. Почетком 1942. године ступио је у Омладински батаљон Комског партизанског одреда. Са овим батаљоном учествовао је у борбама против четника Павла Ђуришића. Јуна 1942. године његов батаљон је укључен у Прву пролетерску ударну бригаду, а убрзо потом је примљен и у чланство Комунистичке партије Југославије.
После битке на Сутјесци, 1943. године постао је заменик политичког комесара и руководилац Политодела бригаде. Крај рата дочекао је на функцији политичког комесара Прве пролетерске ударне бригаде.
После ослобођења Југославије, наставио је службу у Југословенској армији.
Умро је 11. јуна 1946. године у Београду.
Носилац је Партизанске споменице 1941. и других југословенских одликовања. За народног хероја пролглашен је 27. новембра 1953. године.